# Игарапава
Игарапава (порт. Igarapava)  —  муниципалитет в Бразилии, входит в штат Сан-Паулу. Составная часть мезорегиона Рибейран-Прету. Входит в экономико-статистический  микрорегион Итуверава. Население составляет 28 587 человек на 2006 год. Занимает площадь 467,112 км². Плотность населения — 61,2 чел./км².

## История
Город основан 22 мая 1842 года. 

## Статистика
- Валовой внутренний продукт на 2003 составляет 250.012.063,00 реалов (данные: Бразильский институт географии и статистики).
- Валовой внутренний продукт на душу населения на 2003 составляет 9.135,86 реалов (данные: Бразильский институт географии и статистики).
- Индекс развития человеческого потенциала на 2000 составляет 0,790 (данные: Программа развития ООН).

## География
Климат местности: тропический. В соответствии с классификацией Кёппена, климат относится к категории Aw.